# Kopcsányi Mihály
Kopcsányi Mihály (Kopcsány, 1596. – Pozsony?, 1646 márciusa?) római katolikus pap, győri kanonok, bakonybéli apát, 1640-től szerémi címzetes püspök, 1644-től haláláig váci püspök.

## Élete
Amikor III. Ferdinánd magyar király Püsky Jánost 1644-ben a nyitrai püspökségre áthelyezte, váci püspökké Kopcsányi Mihály pozsonyi prépostot és bakonybéli apátot nevezte ki. Kopcsányi előéletéről azt tudni, hogy a római német—magyar kollégiumban nevelkedett, 1633 előtt győri kanonok és bakonybéli apát lett. Ebben a minőségében volt jelen az 1633. évi nagyszombati zsinaton, ahol titkári feladatokat látott el. 1637. július 8-án lett pozsonyi prépost. Az 1638. évi zsinat végzéseit már mint pozsonyi prépost és bakonybéli apát írta alá. 
Szinnyei szerint 1640-től szerémi választott püspök. Mint kinevezett váci püspök is Pozsonyban maradt. A római szentszék megerősítését nem érte meg, mert az 1646. év elején készített végrendeletét is csak mint választott püspök írta alá és végrendelkezése után rövidesen elhunyt, amelynek legkésőbbi időpontja 1646. év március hó. Jómódú főpap volt, mert az elaggott papok házának építésére 1000 forintot, az érseknek hat lovat és egy hintót, a pozsonyi kanonokoknak 2—2 aranyat és selyemkötésű misekönyveit, prépostutódjának gyémántos arany keresztjét, a pozsonyi ferenceseknek 150 forintot, a nagyszombatiaknak 300 forintot, rokonainak 1100 forintot, lovakat, hintókat stb. hagyományozott.

## Művei
- Narratio Rei Admirabilis ad Posonium gestae, De Spiritu quodam a 24. Julii, Anni M. DC.XLI. usque ad 29. Junii, Anni M.DC.XLII. ex Purgatorio cuidam Virgini apparente, loquente, auxilium petente, ac tandem liberato. Decerpta ex Juratis Testibus & Actis publicis, quae asservantur in Tabulario, seu Archivo Ven. Capituli Posoniensis. Evulgata Auctoritate & Jussu III. ac Rev. Domini Georgii Lippai, Electi Archiepiscopi Strigoniensis. Posonii, M.DC.XLIII. (Ezen könyv ellen írta Láni Zachariás evang. superintendens: Pseudo-Spiritu Posoniensis című cáfolatát, mely hely n. Trencsénben 1643-ban latinul és szlávul is megjelent. Kopcsányi munkájának német kiadása szintén Pozsonyban 1643-ban jelent meg. Ennek Pozsonyban 1737. febr. 17. írt másolata megvan a budapesti egyetemi könyvtárban. Kopcsányi munkájának latin kiadása megjelent Utrechtben is 1654-ben; ezt Voetius Gisberti Dissertatio Theologicarum Pars II. Ultrajecti 1655. 1141–1163. l. utánnyomatta az ezen esetre vonatkozó czáfolattal együtt.)